# Rousski listok
Rousski listok (en russe : Русский листок), qui signifie en français La feuille russe, est un journal quotidien édité à l'époque de l'Empire russe, en langue russe, à partir de l'année 1890. Quinze ans auparavant, entre 1875 et 1876 un journal du même nom a été publié, mais à part le nom et le lieu de diffusion il n'existe rien de similaire entre ces journaux. Ce journal est le résultat de la transformation d'une publication périodique La feuille d'information russe qui a commencé à paraître un an plus tôt en 1889. La rédaction du journal Rousski listok était située à Moscou et a repris le même imprimeur et le même tirage que le journal précédent.
Le premier éditeur du journal Rousski listok est Vladimir Miller. En 1896, un collaborateur de Moskovskie Vedomosti ( Bulletin de Moscou ), K. P. Tsvetkov, le rejoint. En 1897, c'est P. M. Hentsel qui apparaît à ses côtés. 
Le journal Rousski listok appartenait au genre petite presse.  

## Sources
- N. M. Lissovski Encyclopédie Brockhaus et Efron Rousski listok (1890)
- Vladimir Guiliarovski (ru) «Русский листок» // Москва газетная.